# نايومي ساغر
نايومي ساغر (بالإنجليزية: Naomi Sager) هي باحثة علمية أمريكية متخصصة في علم اللغويات الحاسوبية، وهي أستاذة أبحاث سابقة في جامعة نيويورك. هي رائدة في تطوير معالجة اللغات الطبيعية لأجهزة الكمبيوتر.

## النشأة والتعليم
ولدت نايومي ساغر في شيكاغو في إلينوي في عام 1927. حصلت على درجة البكالوريوس في الفلسفة من جامعة شيكاغو في عام 1946، وحصلت أيضًا على بكالوريوس العلوم في الهندسة الكهربائية من جامعة كولومبيا في عام 1953.

## مهنة
عملت ساغر بعد تخرجها من جامعة كولومبيا لمدة خمس سنوات كمهندسة إلكترونيات في قسم الفيزياء الحيوية بمعهد سلون كيترينج لأبحاث السرطان في مدينة نيويورك. انتقلت إلى جامعة بنسلفانيا في عام 1959 حيث عملت على المعالجة الحاسوبية للغات الطبيعية. كانت جزءًا من الفريق الذي طور أول برنامج لتعليم اللغة الإنجليزية، والذي يعمل على الحاسوب الآلي العالمي الأول. طورت ساغر خوارزمية للتعامل مع الغموض النحوي (حيث يمكن تفسير الجملة بعدة طرق بسبب الغموض في بنيتها)، ولتحويل النصوص الفرعية إلى صيغ بيانية مناسبة للاسترجاع. كان هذا واحدًا من أول التطبيقات العملية الرئيسية لتحليل اللغات الفرعية. شكل هذا العمل أساسًا لأطروحة الدكتوراه خاصتها، وحصلت بعدها على درجة الدكتوراه في اللغويات من جامعة بنسلفانيا في عام 1968.
قادها عملها في اللغويات إلى جامعة نيويورك حيث تعاونت مع العديد من دكاترة اللغة مثل جيمس موريس وموريس سالكوف لتطوير برنامج تحليل يعتمد على معالجة اللغة الطبيعية. أطلقت جامعة نيويورك مشروع السلسلة اللغوية تحت قيادة ساغر في عام 1965. كان يهدف المشروع إلى تطوير أدوات الكمبيوتر للوصول إلى المعلومات التي تتعلق بالأدبيات العلمية والتقنية اعتمادًا على المبادئ اللغوية. اعتمد الفريق بشكل خاص على منهجية تحليل خطاب عالم اللغة الشهير زيلليغ هاريس لتطوير نظام لتحليل الكمبيوتر للغة الطبيعية. أدارت ساغر المشروع لمدة 30 عامًا حتى تقاعدها في عام 1995.
علّمت ساغر في جامعة نيويورك العديد من الدروس في معالجة اللغة الطبيعية، ونصحت طلاب الدكتوراه الذي أصبح الكثير منهم الآن روادًا في مجال معالجة اللغة الطبيعية مثل جيري هوبز وكارول فريدمان.